# Flash游戏
Flash遊戲（Flash games）是以Adobe Animate開發，或是以Action Script程式編寫的電腦遊戲。這類的遊戲通常必需透過瀏覽器經由Adobe Flash Player來使用，因此常被歸類為网页游戏。

## 相關
- 網頁遊戲列表
- Facebook遊戲列表